# Jagyl"jach
Lo Jagyl"jach (in russo Ягылъях?) è un fiume della Russia siberiana, affluente di sinistra del Vasjugan (bacino idrografico dell'Ob'). Scorre nel Tarskij rajon dell'Oblast' di Omsk e nel Kargasokskij rajon dell'Oblast' di Tomsk.

## Descrizione
Il fiume ha origine dalle paludi della pianura di Vasjugan. Scorre dapprima con direzione settentrionale, piegando poi verso est. Incontra il Vasjugan, a 636 km dalla sua foce, nei pressi del villaggio di Ognev-Jar (Огнев-Яр).
La lunghezza dello Jagyl"jach è di 368 km. L'area del suo bacino è di 4 680 km². L'unico villaggio lungo il suo corso è Kotkino (Коткино), nella parte inferiore. Lungo il fiume si trovano i campi petroliferi: Krapivinskoe, Dvurečenskoe e Zapadno-Moiseevskoe. 